# Scheepswerven in Kampen

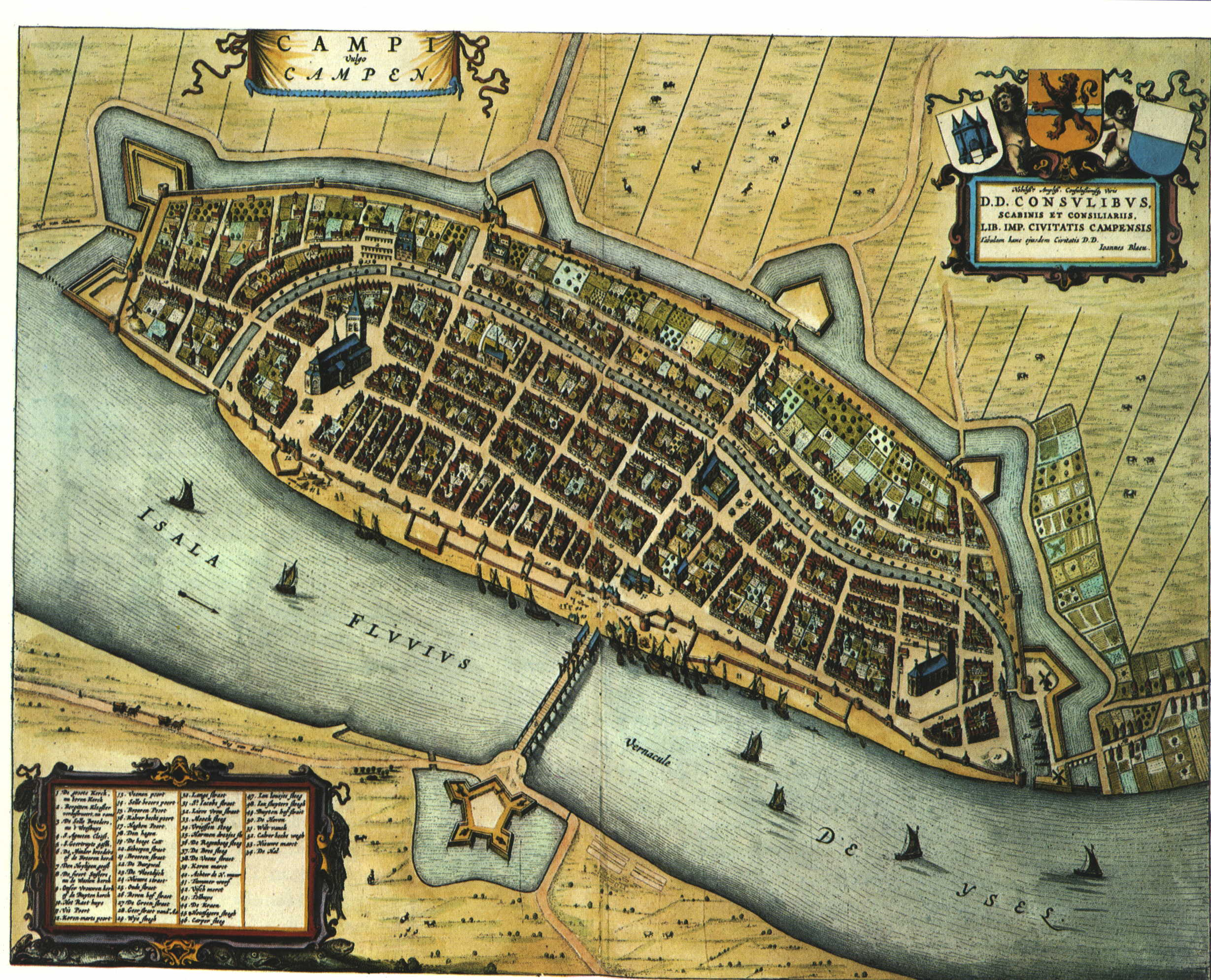
Kaart van Blaeu uit 1652. De loop van de Burgel in het centrum van de oude stad is goed te zien.

Kampen kende al scheepswerven in de middeleeuwen. Tot op de dag van vandaag worden er in deze stad schepen gebouwd.

## Geschiedenis
Kampen was in de vroege middeleeuwen een belangrijke handelsstad aan de IJssel met directe verbinding met de Zuiderzee. Het is dan ook niet verbazingwekkend dat bij opgravingen sporen van een scheepswerf uit de dertiende eeuw werden ontdekt. Alhoewel Kampen in later eeuwen een minder prominente handelsrol vervulde is scheepsbouw tot op de dag van vandaag aanwezig in deze Hanzestad. 

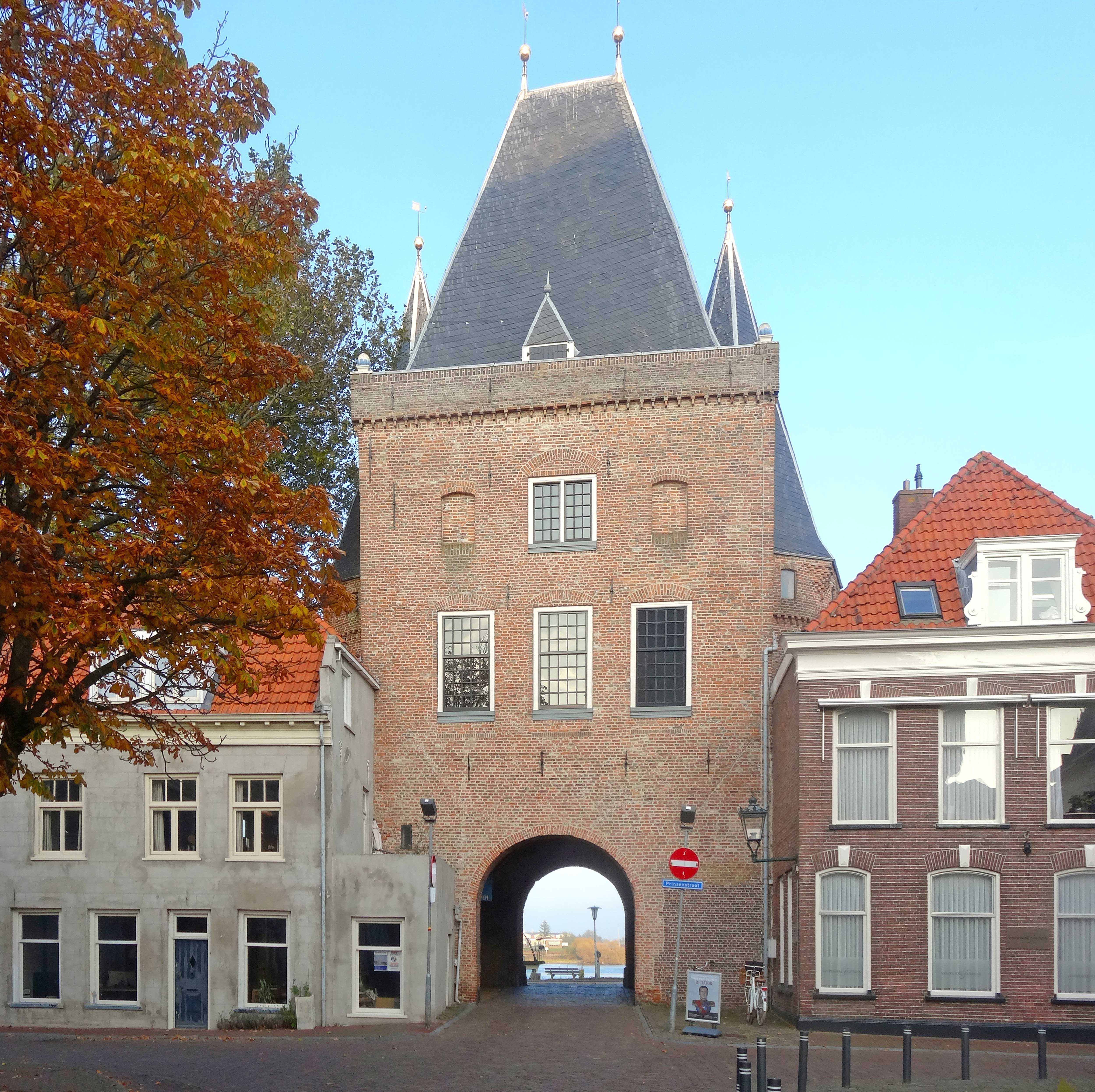
Koornmarktspoort

De nieuwe haven in Brunnepe aan de noordkant van Kampen, gegraven in 1867 Collectie Zuiderzeemuseum, Enkhuizen

Vroege scheepsbouw in Kampen presenteerde zich in 2014 bij een opgraving aan de Burgel tussen de Burgwalstraat en de Geerstraat. Daarbij kwamen verscheidene objecten naar boven die wezen op vroeg middeleeuwse scheepsbouw. Gegeven de ouderdom van het gevonden hout gaat het om werfactiviteiten tussen ca. 1175-1375. Naast stukken hout, klinknagels voor overnaadse scheepsbouw en krammen om breeuwlatten bij gladboordige scheepsbouw vast te zetten, werden ook resten van een windas gevonden, die werd gebruikt om schepen uit het water de helling op te trekken. De locatie aan een gracht midden in de oude stad is wel bijzonder. Vermoed wordt dat de IJssel in vroeger tijden zijn hoofdstroom kende ten zuiden van de binnenstad, en dat een verschuiving naar de huidige noordelijker loop zich in later tijden voordeed. Al is er ook een hypothese die, gebaseerd op dezelfde opgraving uit 2014, spreekt van een insteekhaven die haaks op de IJsselloop stond. Ook geschriften uit de vijftiende eeuw wordt Kampen herhaaldelijk genoemd als bouwplaats voor zogenaamde coggepleytschepen. Dit waren gladboordige schepen.  Het gladboordige schip (zgn. karveelbouw) werd in het midden van de veertiende eeuw de standaard. Deze bouw maakte het makkelijker om een schip, zoals een Kogge, waterdicht te houden, de scheepshuid kon steviger op de spanten worden vastgemaakt en het schip kon zodoende ook in grotere lengtes worden gebouwd. Nodig voor de Oostvaart op de noordelijke Hanzesteden.

### Van Goor
Ook in later jaren, in de zeventiende en achttiende eeuw zijn in notariële akten verwijzingen naar werven terug te vinden. Met name twee locaties worden genoemd: een buiten de Koornmarktspoort in het zuiden van de oude stad en een bij de Hagenpoort in het noorden. De naam van de familie Van Goor wordt al in de jaren dertig van de negentiende eeuw gekoppeld aan een scheepstimmerwerf buiten de Koornmarktspoort.  De aldaar gevestigde werf verhuisde later, toen van Egbert van Goor (1840-1924) verantwoordelijk was, naar de Nieuwe Buitenhaven, die in 1867 werd gegraven naast de al bestaande Buitenhaven. Van 1916 tot 1918 werkte de familie Van Goor samen met de N.V. IJsselwerf Scheepsbouw en Machinefabriek. Waarna de IJsselwerf zonder Van Goor verder ging en tot 1921 actief bleef in Kampen. Willem van Goor verhuisde in 1921 naar Monnickendam waar hij de werf van K. de Haas overnam. De werf aan de Nieuwe Buitenhaven is nu de locatie van de Koggewerf. Van Goor bouwde onder meer tjalken, pramen, schuiten, botters en aken. De werfboeken van Van Goor vermelden al in 1860 een “Vollenhoofse schuit” die model staat voor de later ontwikkelde Vollenhovense Bol. Al voor de eeuwwisseling werden ook ijzeren schepen gebouwd.

### Rijn IJssel Stoomboot Maatschappij
De Rijn IJssel Stoomboot Maatschappij vestigde zich in 1842 met een werf aan de Bovenhaven in Kampen. De maatschappij exploiteerde veerdiensten van Amsterdam naar Kampen en verder. Zij verrichtte onderhoudswerkzaamheden aan eigen schepen en aan die van derden. 
Naast deze op ijzeren stoomschepen gerichte werf waren er in het midden van de negentiende eeuw nog twee werven actief die zich meer richtten op de zeilvaart. De al genoemde werf van Van Goor en de werf van Gerrit Bruinier die bij Koornmarktspoort aan de IJssel lag. 

### Schepman
Naast de familie van Goor, vormde ook de familie Schepman een bekend Kamper scheepsbouwers geslacht. Grondlegger Antoni Schepman (geboren in 1806) heeft zijn namen te danken aan zijn vader Willem Antoni, die in de Franse tijd zijn naam van Antoni in Schepman veranderde. Antoni Schepman vestigde zijn werf aan het einde van de Veerweg (ter hoogte van huidige Veerweg 38-40). Deze werf gaat over van vader op zoon en bouwt onder meer tjalken, botters, punters, aken, blazers en veerschuiten. Al voor de eeuwwisseling bouwde Schepman in ijzer. Een van de laatste houten schepen (een lemster ‘mosseljacht’ voor Gebroeders Padmos in Bruinisse (BRU 36)) is van 1912. De werf was begin twintigste eeuw behoorlijk groot, er werkten circa veertig man. Zowel nieuwbouw als onderhoud werden uitgevoerd, ook verzorgde de werf bergingen van gestrande of gezonken schepen. De werf van Schepman was gespecialiseerd in het verlengen van schepen. Dit was vaak nodig als een motor werd geplaatst en daardoor vrachtruimte verloren ging. De bereikbaarheid van de werf over de ondiepe IJssel maakte de bouw van grotere schepen, die steeds meer het beeld gingen bepalen, moeilijk. Toen zich geen opvolger uit de familie meldde werd de werf in 1969 opgeheven, de laatste vier medewerkers gingen over naar de werf van Peters, die zich net in Kampen had gevestigd. De gemeente Kampen nam de grond over voor  woningbouw. Vier huizen, gebouwd in 1928 voor directie van de werf (Veerweg 38-40) staan nog steeds bekend als de Schepman woningen.
In een rapportage van de Kamer van Koophandel in 1878 staat te lezen dat bij de werven van Van Goor en Engbrink veertien man personeel werkt en bij de werf van Schepman negen man.

### Peters en Bodewes
De familie Peters had in Dedemsvaart reeds een scheepsbouw bedrijf. In verband met de demping van de vaart aan het einde van de jaren zestig verhuisde het bedrijf in 1970 naar de Haatlandhaven in Kampen. Verscheidene generaties bleven actief in de scheepsbouw. In de jaren tachtig was het bedrijf enkele jaren gefuseerd met scheepswerf Amels uit Makkum, totdat de familie Peters zich weer kon uitkopen in 1986. De werf ging  in 2014 failliet. Peters bouwde vooral schepen voor kustvaart, binnenvaart en passagiersvervoer. Het terrein en de inventaris werden na het faillissement overgenomen door Bodewes Shipyards BV, geleid door Thecla Bodewes die in 2015 aan de Haatlandhaven een scheepsbouwbedrijf inrichtte dat nog steeds actief is. 

### Kroes

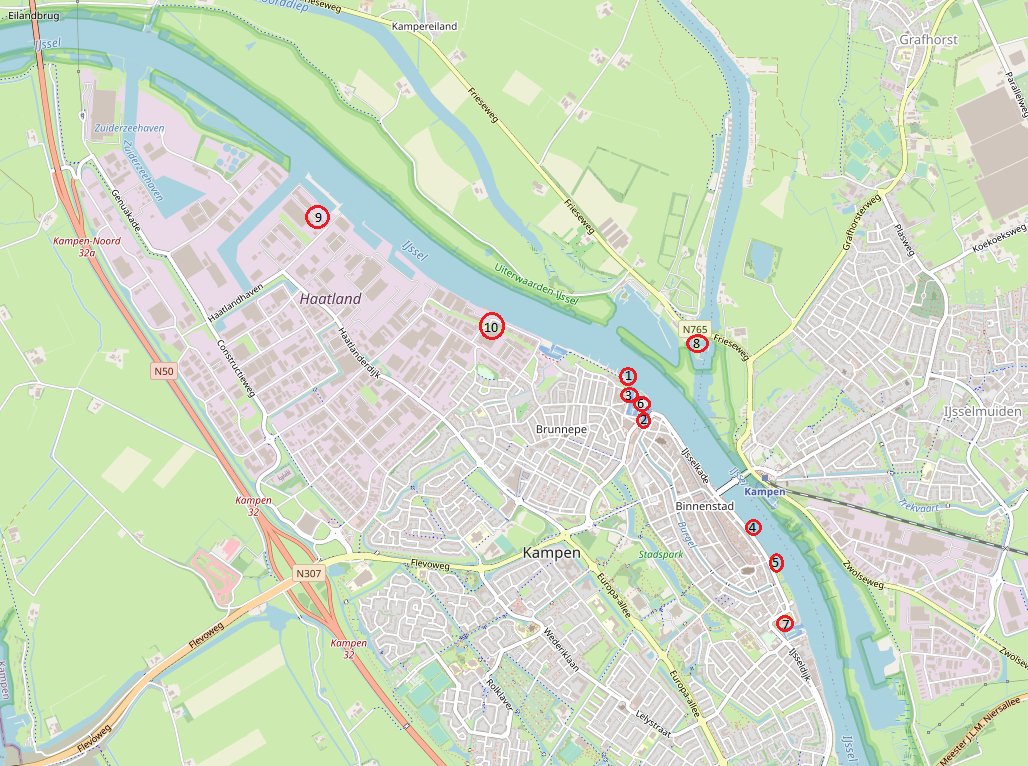
De globale locatie van de verschillende werven (zie tabel voor nummers) op een kaart van Open StreetMap.

Gerrit Albert Kroes, begon in 1910 aan de IJsselkade in het centrum van Kampen met het vervaardigen van masten, blokken en pompen. Gerrit verrichte ook onderhoud aan plezierscheepjes in Kampen. In 1920 verhuisde het bedrijf naar het Van Heutszplein en kreeg het een eigen loods die ook werd ingezet als winterberging voor jachtjes. Vanaf eind jaren twintig bouwde Kroes ook plezierjachten in opdracht. De jachtbouw was een goed alternatief voor het maken van masten waar met het verdwijnen van de zeevisserij uit Kampen nauwelijks meer vraag naar was. Na de tweede wereld oorlog, in 1949, verplaatste Kroes, die inmiddels werd bijgestaan door zijn zoons, de werf naar de Frieseweg aan de jachthaven bij het Ganzendiep. In later jaren staat de werf, die vooral houten jachten bouwt, bekend als de gebroeders Kroes. Met de komst van polyester boten verschuift het werk van nieuwbouw naar onderhoud van klassieke houten jachten. De werf is nog steeds actief.
Enkele werven waren slechts korte tijd actief in Kampen, N.V. Scheepswerf Kampen startte in 1955 en ging failliet in 1959. De werf was gevestigd aan de Industrieweg. In het midden van de jaren 80 vestigde zich aan de Industrieweg de Exploitatiemaatschappij IJsselmeer die in 1986 haar werkzaamheden beëindigde.

## Chronologisch overzicht
| van          | tot       | naam en locatie | eigenaar                                             | getal op de kaart |
| 1665         |           | Adriaan Visscher en Sijtien Jeremias kopen scheepstimmerwerf van Ecclesiastische kamer                               | Adriaan Visscher en Sijtien Jeremias                 |                   |
| 1721         |           | Claas van Dijk beheert werf voor Albert van Dijk als erfenis moedersdeel                                             | Albert van Dijk                                      |                   |
| voor 1839    |           | Jacob van Dijk verkoopt behoudt scheepswerf (Minuutplan sectie F nr. 32)                                             | Jacob van Dijk                                       | 1                 |
| voor 1778    | 1811      | scheepstimmerwerf buiten de Hagenpoort (hypotheekakte 1799)                                                          | Albert Spaman                                        | 2                 |
| 1811         |           | scheepstimmerwerf buiten de Hagenpoort                                                                               | Jan en Reijndert Al                                  | 2                 |
| rond 1820    | rond 1820 | Scheepstimmerwerf bij Hagenpoort (Minuutplan Sectie F 26)                                                            | Pieter Beijer                                        | 2                 |
| 1844         |           | Aankoop buiten Hagenpoort in Brunnepe (Minuutplan sectie F 2882)                                                     | Albert Rierink (1791-1841)                           | 3                 |
| 1871         | 1889      | Scheepstimmerwerf Adolf van Engbrink in Brunnepe overgenomen na overlijden door Schepman                             | Adolf van Engbrink (1846-1889)                       | 3                 |
| voor 1830    | na 1879   | Blok, mast en pompmakerij aan de IJssel ter hoogte van de Klokkensteeg met zes man in dienst 1879                    | Familie Ten Dam                                      | 4                 |
| 1736         |           | Aankoop scheepstimmerwerf buiten Koornmarktspoort                                                                    | Jan Helmich Rinkhouwer en Hendrikjen Jurriaans       | 5                 |
|              | 1830      | scheepswerf bij Koornmarktspoort (gekocht door Pieter van Goor in 1830)                                              | Gerrit Bruinier                                      | 5                 |
| 1830         | 1916      | Scheepswerf eerst bij de Koornmarktspoort, later na de voltooiing van in 1867, aan de Nieuwe Buitenhaven             | Familie van Goor                                     | 6                 |
| 1916         | 1918      | NV IJsselwerf werkt samen met Van Goor (die weer vertrekt in 1918), aan de Nieuwe Buitenhaven                        | N.V. IJsselwerf Scheepsbouw en Machinefabriek        | 6                 |
| 1918         | 1922      | IJsselwerf, aan de Nieuwe Buitenhaven                                                                                | IJselwerf N.V. Scheepsbouw-Maatschappij              | 6                 |
| 1991         | heden     | Koggewerf aan de Nieuwe Buitenhaven                                                                                  | Stichting Kamper Kogge                               | 6                 |
| 1842         | 1856?     | Scheepswerf der Rijn IJssel stoomboot maatschappij aan de Bovenhaven met latere uitbreiding aan De La Sablonierekade | Scheepswerf der Rijn IJssel stoomboot maatschappij   | 7                 |
| 1855         | 1875      | Van Galen en Roest op terrein Scheepswerf der Rijn IJssel stoomboot maatschappij aan de Bovenhaven                   | Van Galen en Roest                                   | 7                 |
| 1875         | 1885?     | H. Dalhuisen op terrein Scheepswerf der Rijn IJssel stoomboot maatschappij aan de Bovenhaven                         | Ijzerfabriek Firma H. Dalhuijsen                     | 7                 |
| 1877?        |           | Reparatiewerf aan de Bovenhaven (voorheen Ijzerfabriek Firma H. Dalhuijsen)                                          | Maatschappij De IJssel scheeps- en werktuigenfabriek | 7                 |
| 1920         | heden     | Tot 1940 aan Ganzendiep, daarna aan Friese weg 4                                                                     | G.A. Kroes & Zn. Bootbouwers bv                      | 8                 |
| mid 19e eeuw | 1969      | Schepman scheepswerf, aan de Veerweg 39                                                                              | Familie Schepman                                     | 3                 |
| 1970         | 2014      | Scheepswerf Peters aan de Haatlandhaven                                                                              | Familie Peters                                       | 9                 |
| 2015         | heden     | Bodewes Shipyard BV aan de Haatlandhaven op het terrein van Peters.                                                  | Thecla Bodewes                                       | 9                 |
| 1955         | 1959      | Scheepswerf Kampen Industrieweg 9                                                                                    | Directie J.G. Dutmer                                 | 10                |
| 1982         | 1986      | IJsselmeer exploitatiemaatschappij aan de Industrieweg                                                               | IJsselmeer exploitatiemaatschappij                   | 10                |